# Clenshaw-Algorithmus
Der Clenshaw-Algorithmus ist ein Algorithmus der numerischen Mathematik, mit dem Linearkombinationen von Orthogonalpolynomen wie beispielsweise den Tschebyschow-Polynomen ausgewertet werden können. Dabei wird ausgenutzt, dass sich diese Polynome rekursiv berechnen lassen.
Er stammt von Charles William Clenshaw.

## Algorithmus
Sei {\displaystyle (p_{k})\in C[a,b]^{n}} eine Folge von Funktionen, die einer Dreiterm-Rekursionsbedingung genügen:
{\displaystyle p_{0}(x)} sei gegeben, {\displaystyle p_{1}(x)=a_{1}(x)p_{0}(x)}
{\displaystyle p_{k}(x)=a_{k}(x)p_{k-1}(x)+b_{k}(x)p_{k-2}(x)} für {\displaystyle k\in \{2,3,\dotsc \}}
Dann lässt sich {\displaystyle f_{n}(x):=\sum _{k=0}^{n}c_{k}p_{k}(x)} wie folgt berechnen:
{\displaystyle z_{n}:=c_{n}}
{\displaystyle z_{n-1}:=c_{n-1}+a_{n}(x)z_{n}}
for {\displaystyle k\in \{n-2,n-3,\dotsc ,0\}} {
{\displaystyle z_{k}:=c_{k}+a_{k+1}(x)z_{k+1}+b_{k+2}(x)z_{k+2}}
}
{\displaystyle f_{n}(x):=p_{0}(x)z_{0}}